# Metro de Wuhan
El Metro de Wuhán (武汉地铁) es un sistema de transporte público de la ciudad-subprovincia de Wuhan de la Provincia de Hubei, República Popular China. El sistema inaugurado el 28 de julio de 2004, haciendo la quinta ciudad en China continental en tener un sistema de metro después de Pekín, Tianjin, Shanghái y Cantón. A partir de 2011, solo la primera línea, que se encuentra totalmente dentro de Hankou se encuentra en funcionamiento.

## Líneas
| Líneas | Terminales                                  | Terminales                    | Inauguración | Extendida | Longitud en km | Estaciones |
|        |                                             |                               |              |           |                |            |
| 1      | Hankou North                                | Jinghe                        | 2004         | 2017      | 34,6           | 32         |
| 2      | Aeropuerto Internacional de Tianhe          | Optics Valley Square          | 2012         | 2016      | 47,515         | 28         |
| 3      | Hongtu Boulevard                            | Zhuanyang Boulevard           | 2013         | -         | 33,2           | 24         |
| 4      | Huangjinkou                                 | Estación ferroviaria de Wuhan | 2013         | 2014      | 33,2           | 28         |
| 6      | Jinyinhu Park                               | Dongfeng Motor Corp.          | 2016         | -         | 36,1           | 27         |
| 7      | Garden Expo North                           | Yezhihu                       | 2018         | -         | 30,4           | 19         |
| 8      | Jintan Road                                 | Liyuan                        | 2017         | -         | 16,2           | 12         |
| 11     | Estación ferroviaria del Valle de la Óptica | Zuoling                       | 2018         | -         | 18,7           | 13         |

|  |

## En construcción
[actualizar]
| Líneas          | Terminales                | Terminales                   | Inauguración | Longitud en km | Estaciones |  |
|                 |                           |                              |              |                |            |  |
| Línea 3 (Metro) | Estación Sanjintan        | Estación Zhuanyangdadao      | ~2015        | 33,20          | 23         |  |
| Línea 4 (Metro) | Estación Huangjinkou      | Estación Wuhan               | ~2013        | 30,08          | 13         |  |
| Línea 6 (Metro) | Estación Huanhu West Road | Estación Sports Center South | ~2016        | 36,1           | 27         |  |
|                 |                           |                              |              |                |            |  |